# Campionato d'Asia per club 1998-1999
Il Campionato d'Asia per Club 1998-99 venne vinto dallo Júbilo Iwata (Giappone).

## Primo turno

### Asia Occidentale
| Squadra 1           | Totale | Squadra 2           | Andata | Ritorno  |
| ------------------- | ------ | ------------------- | ------ | -------- |
| Al-Quwa Al-Jawiya   | 9-01   | Khidmat Rafah       | 7-0    | 2-0      |
| Al-Ain              | 7-2    | Oman Club           | 5-2    | 2-0      |
| Al-Ansar            | 3-3    | Al-Arabi            | 1-0    | 2-3      |
| West Riffa          | 2-3    | Al-Wahda            | 2-0    | 0-3(dts) |
| Al-Salmiya          | 2-3    | Al-Hilal            | 0-0    | 2-3      |
| Kopetdag Asgabat    | 4-42   | FC Irtysh           | 4-1    | 0-3      |
| Vakhsh Qurghonteppa | (w/o)3 | FK Neftchy Farg'ona | n.d.   | n.d.     |
| Esteghlal FC        | bye    |                     | -      | -        |

1 entrambe le partite a Baghdad, Iraq

2 FC Irtysh squalificato per aver usato due giocatori squalificati

3 FK Neftchy Farg'ona ritirata prima andata

### Asia Orientale
| Squadra 1              | Totale | Squadra 2           | Andata | Ritorno |
| ---------------------- | ------ | ------------------- | ------ | ------- |
| Pohang Steelers        | 6-0    | Cang Sai Gon        | 2-0    | 4-0     |
| Singapore Armed Forces | 2-4    | Selangor FA         | 1-4    | 1-0     |
| Instant-Dict FC        | 0-7    | Júbilo Iwata        | 0-3    | 0-4     |
| BEC Tero Sasana        | 6-1    | Three Star Club     | 6-1    | n/p1    |
| Dalian Wanda           | 6-0    | East Bengal Club    | 6-0    | 0-0     |
| Club Valencia          | 0-6    | Busan Daewoo Royals | 0-2    | 0-4     |
| Allied Bank            | (w/o)2 | Saunders SC         | n.d.   | n.d.    |
| Finance and Revenue    | bye3   |                     | -      | -       |

1 Ritorno apparentemente non giocato; Three Star Club si ritirò per ragioni economic he

2 Allied Bank Limited FC ritirato prima andata

3 avrebbe dovuto giocare contro i Campioni di Indonesia, ma il campionato di calcio indonesiano 1997/98 non venne portato a termine

## Secondo turno

### Asia Occidentale
| Squadra 1           | Totale | Squadra 2        | Andata | Ritorno |
| ------------------- | ------ | ---------------- | ------ | ------- |
| Al-Quwa Al-Jawiya   | 1-3    | Esteghlal FC     | 1-1    | 0-2     |
| Al-Ain              | 3-2    | Al-Ansar         | 3-1    | 0-1     |
| Al-Wahda            | 2-6    | Al-Hilal         | 2-2    | 0-4     |
| Vakhsh Qurghonteppa | 0-6    | Kopetdag Asgabat | 0-1    | 0-5     |

### Asia Orientale
| Squadra 1       | Totale | Squadra 2           | Andata | Ritorno |
| --------------- | ------ | ------------------- | ------ | ------- |
| Dalian Wanda    | 3-1    | BEC Tero Sasana     | 3-0    | 0-1     |
| Júbilo Iwata    | 4-0    | Finance and Revenue | 4-0    | n/p1    |
| Saunders SC     | 1-9    | Busan Daewoo Royals | 1-4    | 0-5     |
| Pohang Steelers | 10-1   | Selangor FA         | 6-0    | 4-1     |

1 Ritorno apparentemente non giocato

## Quarti di finale

### Asia Occidentale
| Squadra          | G | V | N | P | GF | GS | DR | Pti |
| ---------------- | - | - | - | - | -- | -- | -- | --- |
| Al-Ain           | 3 | 2 | 0 | 1 | 7  | 2  | +5 | 6   |
| Esteghlal FC     | 3 | 2 | 0 | 1 | 3  | 2  | +1 | 6   |
| Al-Hilal         | 3 | 1 | 0 | 2 | 5  | 5  | 0  | 3   |
| Kopetdag Asgabat | 3 | 1 | 0 | 2 | 4  | 10 | −6 | 3   |

| [[Abu Dhabi, UAE]] 25 febbraio 1999                                                                                                | Al-Ain    | 6 – 1                 | Kopetdag Asgabat | al-'Ayn |
| \| \| \| \| \| Majed Hamad 5’, 80’ Abdullah Shila 14’, 41’ Abedi Pelé 55’ Helal Saeed 8?’ \| Marcatori \| 20’ Wladimir Baýramow \| |           |                       |                  |         |
| |           |                       |                  |         |
| Majed Hamad 5’, 80’ Abdullah Shila 14’, 41’ Abedi Pelé 55’ Helal Saeed 8?’                                                         | Marcatori | 20’ Wladimir Baýramow |                  |         |

| [[Abu Dhabi, UAE]] 25 febbraio 1999                                                             | Al-Hilal  | 1 – 2                                     | Esteghlal FC | al-'Ayn |
| \| \| \| \| \| Bashar Abdullah 47’ \| Marcatori \| 13’ Farhad Majidi 40’ Sirous Dinmohammadi \| |           |                                           |              |         |
|                                                                                                 |           |                                           |              |         |
| Bashar Abdullah 47’                                                                             | Marcatori | 13’ Farhad Majidi 40’ Sirous Dinmohammadi |              |         |

| [[Abu Dhabi, UAE]] 27 febbraio 1999                     | Al-Ain    | 0 – 1                 | Esteghlal FC | al-'Ayn |
| \| \| \| \| \| \| Marcatori \| 70’ Ali Reza Akbapour \| |           |                       |              |         |
|                                                         |           |                       |              |         |
|                                                         | Marcatori | 70’ Ali Reza Akbapour |              |         |

| [[Abu Dhabi, UAE]] 27 febbraio 1999 | Al-Hilal  | 4 – 2                                      | Kopetdag Asgabat | al-'Ayn |
| \| \| \| \| \| Elijah Litana 17’ Nawaf Al Temiyat 21’ Abdullah Al Dossary 41’ Sami Al-Jaber 62’(rig.) \| Marcatori \| 14’ Azat Kuldjaqazov 31’ Wladimir Baýramow \| |           |                                            |                  |         |
| |           |                                            |                  |         |
| Elijah Litana 17’ Nawaf Al Temiyat 21’ Abdullah Al Dossary 41’ Sami Al-Jaber 62’(rig.)                                                                              | Marcatori | 14’ Azat Kuldjaqazov 31’ Wladimir Baýramow |                  |         |

| [[Abu Dhabi, UAE]] 1º marzo 1999                  | Al-Ain    | 1 – 0 | Al-Hilal | al-'Ayn |
| \| \| \| \| \| Garib Harib 68’ \| Marcatori \| \| |           |       |          |         |
|                                                   |           |       |          |         |
| Garib Harib 68’                                   | Marcatori |       |          |         |

| [[Abu Dhabi, UAE]] 1º marzo 1999                        | Esteghlal FC | 0 – 1                 | Kopetdag Asgabat | al-'Ayn |
| \| \| \| \| \| \| Marcatori \| 72’ Vladimir Khalikov \| |              |                       |                  |         |
|                                                         |              |                       |                  |         |
|                                                         | Marcatori    | 72’ Vladimir Khalikov |                  |         |

### Asia Orientale
| Squadra             | G | V | N | P | GF | GS | DR | Pti |
| ------------------- | - | - | - | - | -- | -- | -- | --- |
| Dalian Wanda        | 3 | 1 | 2 | 0 | 5  | 3  | +2 | 5   |
| Júbilo Iwata        | 3 | 1 | 1 | 1 | 3  | 3  | 0  | 4   |
| Pohang Steelers     | 3 | 0 | 3 | 0 | 3  | 3  | 0  | 3   |
| Busan Daewoo Royals | 3 | 0 | 2 | 1 | 3  | 5  | −2 | 2   |

| Cina 10 febbraio 1999                                                   | Júbilo Iwata | 1 – 1            | Pohang Steelers | Chongqing |
| \| \| \| \| \| Masashi Nakayama 28’ \| Marcatori \| 48’ Park Sang-In \| |              |                  |                 |           |
|                                                                         |              |                  |                 |           |
| Masashi Nakayama 28’                                                    | Marcatori    | 48’ Park Sang-In |                 |           |

| Cina 10 febbraio 1999                                                                                     | Dalian Wanda | 2 – 2                                     | Busan Daewoo Royals | Chongqing |
| \| \| \| \| \| Hao Haidong 42’ Wang Peng 64’ \| Marcatori \| 45’(rig.) Kim Jae-Young 81’ Ahn Jung-hwan \| |              |                                           |                     |           |
| |              |                                           |                     |           |
| Hao Haidong 42’ Wang Peng 64’                                                                             | Marcatori    | 45’(rig.) Kim Jae-Young 81’ Ahn Jung-hwan |                     |           |

| Cina 12 febbraio 1999                                                  | Busan Daewoo Royals | 1 – 1            | Pohang Steelers | Chongqing |
| \| \| \| \| \| Lee Sa-Vik 17’(aut) \| Marcatori \| 15’ Park Sang-In \| |                     |                  |                 |           |
|                                                                        |                     |                  |                 |           |
| Lee Sa-Vik 17’(aut)                                                    | Marcatori           | 15’ Park Sang-In |                 |           |

| Cina 12 febbraio 1999                                 | Dalian Wanda | 2 – 0 | Júbilo Iwata | Chongqing |
| \| \| \| \| \| Hao Haidong 1’, 74’ \| Marcatori \| \| |              |       |              |           |
|                                                       |              |       |              |           |
| Hao Haidong 1’, 74’                                   | Marcatori    |       |              |           |

| Cina 14 febbraio 1999                                                | Busan Daewoo Royals | 0 – 2                              | Júbilo Iwata | Chongqing |
| \| \| \| \| \| \| Marcatori \| 63’ Daisuke Oku 90’ Toshiya Fujita \| |                     |                                    |              |           |
|                                                                      |                     |                                    |              |           |
|                                                                      | Marcatori           | 63’ Daisuke Oku 90’ Toshiya Fujita |              |           |

| Cina 14 febbraio 1999                                                  | Dalian Wanda | 1 – 1                  | Pohang Steelers | Chongqing |
| \| \| \| \| \| Wang Peng 16’ \| Marcatori \| 60’ Abbas Obeid Jassim \| |              |                        |                 |           |
|                                                                        |              |                        |                 |           |
| Wang Peng 16’                                                          | Marcatori    | 60’ Abbas Obeid Jassim |                 |           |

## Semifinali
| Iran 28 aprile 1999                                                                        | Al-Ain    | 2 – 2 (dts, 2 dts 4)                 | Júbilo Iwata | Tehran |
| \| \| \| \| \| Fahd Hasan 35’, 66’ \| Marcatori \| 15’ Makoto Tanaka 37’ Toshiya Fujita \| |           |                                      |              |        |
|                                                                                            |           |                                      |              |        |
| Fahd Hasan 35’, 66’                                                                        | Marcatori | 15’ Makoto Tanaka 37’ Toshiya Fujita |              |        |

| Iran 28 aprile 1999 | Dalian Wanda | 3 – 4 (dts)                                                         | Esteghlal FC | Tehran |
| \| \| \| \| \| Yan Song 60’, 63’ Li Ming 77’ \| Marcatori \| 44’ Mahmoud Fekri 51’, 108’ Saeed Ali Mousavi 84’ Ali Reza Akbapour \| |              |                                                                     |              |        |
| |              |                                                                     |              |        |
| Yan Song 60’, 63’ Li Ming 77’ | Marcatori    | 44’ Mahmoud Fekri 51’, 108’ Saeed Ali Mousavi 84’ Ali Reza Akbapour |              |        |

## Finale 3º-4º posto
| Iran 30 aprile 1999 | Al-Ain    | 3 – 2                           | Dalian Wanda | Tehran |
| \| \| \| \| \| Seydou Traoré 7’ Abedi Pelé 61’ Grarib Harib Farhan 80’ \| Marcatori \| 23’ Yan Song 44’ Vaclav Nemelek \| |           |                                 |              |        |
| |           |                                 |              |        |
| Seydou Traoré 7’ Abedi Pelé 61’ Grarib Harib Farhan 80’                                                                   | Marcatori | 23’ Yan Song 44’ Vaclav Nemelek |              |        |

## Finale
| Iran 30 aprile 1999                                                                              | Júbilo Iwata | 2 – 1                   | Esteghlal FC | Tehran |
| \| \| \| \| \| Hideto Suzuki 36’ Masashi Nakayama 45’ \| Marcatori \| 66’ Sirous Dinmohammadi \| |              |                         |              |        |
|                                                                                                  |              |                         |              |        |
| Hideto Suzuki 36’ Masashi Nakayama 45’                                                           | Marcatori    | 66’ Sirous Dinmohammadi |              |        |

## Campioni
| Asian Club Championship 1998-99 Júbilo Iwata Primo Titolo |

## Fonti
- RSSSF, su rsssf.com.